# Afromachilis makungu
Afromachilis makungu es el único miembro del género Afromachilis de la familia Machilidae. Se encuentra en Katanga, una provincia de la República Democrática del Congo. Tiene una sinonimia, Paramachilis makungu Wygodzinsky, 1952